# Backsteinbauwerke der Gotik/Verteilung in Nordrhein-Westfalen
Dies ist die interaktive Version der Verteilungskarte zur Liste der Bauwerke der norddeutschen und rheinischen Backsteingotik in Deutschland → Abschnitt zu Nordrhein-Westfalen.
In Nordrhein-Westfalen ist die Backsteingotik sehr ungleich verteilt. Das Niederrheingebiet ist eine Ballungszone, obwohl der Backstein sich hier zunächst zögerlich und im Mittelalter nie ganz gegenüber dem Tuffstein durchsetzte. Im Münsterland finden sich gotische Backsteinbauten fast nur in der Nähe zu den Niederlanden und zum Niederrhein, obwohl der hochmittelalterliche Backsteinbau hier schon im 12. Jahrhundert begann, und zwar recht weit östlich, an der Ems. In Ostwestfalen gibt es anscheinend nur zwei mittelalterlichen Bau mit sichtbarem Backstein. Die Burgruine Rahden und die Johanniskirche in Minden. Beide sind in der Verteilungskarte für Niedersachsen mit eingetragen.
| Ottenstein (Ahaus) |

| Anholt |

| Bladenhorst (Castrop-Rauxel) |

| Bocholt |

| Borken |

| Buldern |

| Burlo |

| Coesfeld |

| Dülmen |

| Feldhausen (Bottrop-Kirchh.) |

| Haltern |

| Herten |

| Hs. Hülshoff |

| Isselburg |

| Karthaus |

| Lüdinghausen |

| Münster |

| Strünkede (Herne-Baukau) |

| Rorup |

| Ramsdorf |

| Südlohn |

| Sythen |

| Tungerloh (Gescher) |

| Vreden |

| Wolbeck MS |

| Wüllen (Ahaus) |

| Aengenesch |

| Aldekerk |

| Bedburg |

| Amern |

| Barmen (Jülich) |

| Bedburg-Hau |

| Beeck |

| Bergheim |

| Berrendf. (Elsdorf) |

| Bienen |

| Binsfeld |

| Birgden |

| Blatzheim |

| Burg Bocholt |

| Born |

| Borth |

| Boslar |

| Brachelen |

| Bracht |

| Brempt |

| Brüggen |

| Brühl |

| Budberg |

| Diersfordt (Wesel) |

| Dinslaken |

| Dornick |

| Dremmen |

| Drevenack |

| Duisburg |

| Dülken |

| Düren |

| DÜSSELDORF |

| Elten |

| Emmerich |

| Erkelenz |

| Eyll |

| Gaesdonck |

| Gangelt |

| (Geilenk.-) Trips |

| Geldern |

| Geretzhoven |

| Glesch |

| Goch |

| Oedt (Grefrath) |

| Grevenbroich |

| Grieth |

| Griethausen |

| Güsten |

| Haffen |

| Haldern |

| Hambach |

| Hanselaer |

| Hassels- weiler |

| Hasselt |

| Havert |

| Heimerzheim |

| Heinsberg |

| Hemmersb. |

| Heppendf. |

| Hochemmerich |

| Hoeningen |

| Hoerstgen |

| Hommersum |

| Huckingen |

| Huisberden |

| Hülchrath |

| Hünxe |

| Issum |

| Kalkar |

| Kamp-Lintf. |

| Karken |

| Kerpen |

| Kempen |

| Keppeln |

| Kirchberg |

| Kervenheim |

| Kipshoven |

| Kleve |

| Köln |

| Korschenbroich |

| Kranenburg |

| Hüls (Krefeld) |

| Kückhovem |

| Lamersdorf |

| Lauvenburg |

| Lechenich |

| Lindern |

| Linn (Krefeld) |

| Linnich |

| Lipp |

| Lüttingen |

| Marienthal |

| Mehr |

| Merode |

| Marienbaum |

| Millen |

| Mersch |

| Mehr (Rees) |

| Millingen |

| Moers |

| Monheim |

| Nettesheim |

| Neurath |

| Neuss |

| Neuwerk |

| Niederaußem |

| Niel |

| Nieukerk |

| Orsoy |

| Pfaffendf. |

| Prummern |

| Quadrath |

| Qualburg |

| Ratheim |

| Repelen |

| Schneppenb. |

| Süggerath |

| Teveren |

| Thorr |

| Uedesheim |

| Sindorf |

| Rheinberg |

| Roisdorf (Bornheim) |

| Gahlen |

| Schermbeck |

| Schwanenberg |

| Siersdorf |

| Sonsbeck |

| Spellen |

| Steinkirchen |

| Stommeln |

| Straelen |

| Übach(-Palenberg) |

| Uedem |

| Ülpenich |

| Uerdingen |

| Veen |

| Viersen |

| Vondern (Oberhausen) |

| Vynen |

| Wachtendonk |

| Walbeck |

| Waldfeucht |

| Wardt |

| Wassenberg |

| Weeze |

| Wegberg |

| Wertherbruch (Hamminkeln) |

| Wetten |

| Würm |

| Xanten |

| Zons |

| Zülpich |

| Zyfflich |

| Aachen |

| Dortmund |

| Essen |

| Bonn |